# 列夫丘诺夫卡农村居民点
列夫丘诺夫卡农村居民点（俄语：Левчуновское сельское поселение）是俄罗斯联邦伏尔加格勒州尼古拉耶夫斯克区所属的一个农村居民点。其下辖有3个居民点，行政中心为列夫丘诺夫卡。据2016年统计，该农村居民点的人口为1198人。